# Innan Glyvur
Innan Glyvur er en færøsk bygd på Eysturoy, på den vestlige del af Skálafjørður, mellem Strendur og Skála. Bygden ligger i Sjóvar kommuna. Den 1. januar 2025 havde Innan Glyvur 80 indbyggere.
Innan Glyvur blev først beboet i 1884 som en udflytterbygd fra Skála..
De første indbyggere, der slog sig ned i Innan Glyvur, var Jóhannes Poulsen (1856-1892) og Onna Mariu, født Hendriksen (1856-1944). De anlagde en mark, som skulle fodre to køer vinter og sommer.